# 贝伦 (阿拉戈斯州)
贝伦（葡萄牙語：Belém）是巴西阿拉戈斯州的一个市镇。总面积48.45平方公里，总人口5919人，人口密度122.2人/平方公里。